# Saint-Benoît (kaas)
De saint-benoît is een Franse kaas die gemaakt wordt in de streek rond Orléans.
Waarschijnlijk werd de kaas van origine gemaakt door de monniken van de abdij van Fleury in Saint-Benoît-sur-Loire. Het is niet duidelijk of de kaas tegenwoordig nog gemaakt wordt.
De kaas is een gewassenkorstkaas, met als bijzonderheid dat de kaas bij de rijping gezouten werd met een mengsel van zout en as. Rijping duurde 4 weken in een goed doorluchtende rijpingskelder.